# Ugguåstjärnen
Ugguåstjärnen är en sjö i Älvdalens kommun i Dalarna och ingår i Dalälvens huvudavrinningsområde. Sjön har en area på 0,0769 kvadratkilometer och ligger 523,6 meter över havet.

## Delavrinningsområde
Ugguåstjärnen ingår i det delavrinningsområde (683671-135336) som SMHI kallar för Inloppet i Bornåsjön. Medelhöjden är 512 meter över havet och ytan är 22,98 kvadratkilometer. Räknas de 4 avrinningsområdena uppströms in blir den ackumulerade arean 44,53 kvadratkilometer. Galån som avvattnar avrinningsområdet har biflödesordning 4, vilket innebär att vattnet flödar genom totalt 4 vattendrag innan det når havet efter 508 kilometer. Avrinningsområdet består mestadels av skog (77 procent) och sankmarker (20 procent). Avrinningsområdet har 0,11 kvadratkilometer vattenytor vilket ger det en sjöprocent på 0,5 procent.